# Imperium Rosyjskie na Letnich Igrzyskach Olimpijskich 1912
Imperium Rosyjskie na Letnich Igrzyskach Olimpijskich 1912 w Sztokholmie było reprezentowana przez 163 zawodników. Reprezentacja Rosji zdobyła 5 medali plasując się 16. pozycji.

## Zdobyte medale
| Medal  | Zawodnik | Dyscyplina sportowa | Konkurencja                        |
| ------ | --- | ------------------- | ---------------------------------- |
| Srebro | Amos Kasz Nikołaj Mielnicki Gieorgij Pantielejmonow Pawieł Wojłosznikow                                             | Strzelectwo         | Pistolet wojskowy drużynowo – 30 m |
| Srebro | Martin Klein | Zapasy              | Waga średnia                       |
| Brąz   | Mart Kuusik | Wioślarstwo         | Jedynka                            |
| Brąz   | Esper Biełosielski Ernst Brasche Nikołaj Pusznicki Aleksandr Rodionow Iosif Schomaker Philipp Strauch Karl Lindholm | Żeglarstwo          | Klasa 10 metrów                    |
| Brąz   | Haralds Blaus | Strzelectwo         | Trap indywidualnie                 |

## Skład kadry

### Gimnastyka
| Zawodnik         | Konkurencja            | Finał | Finał   |
| Zawodnik         | Konkurencja            | Wynik | Miejsce |
| ---------------- | ---------------------- | ----- | ------- |
| Aleksandr Achiun | wielobój indywidualnie | 87,75 | 39.     |
| Fiodor Zabielin  | wielobój indywidualnie | 76,25 | 42.     |
| Pawieł Kusznikow | wielobój indywidualnie | 90,00 | 38.     |
| Siemion Kulikow  | wielobój indywidualnie | 79,50 | 41.     |

### Jeździectwo
| Konkurencja              | Zawodnik        | Koń       | Finał | Finał |
| Konkurencja              | Zawodnik        | Koń       | Wynik | Poz.  |
| ------------------------ | --------------- | --------- | ----- | ----- |
| Ujeżdżenie indywidualnie | Michaił Jekimow | Tritonych | 62    | 9.    |

| Konkurencja         | Zawodnik                                                                        | Koń                      | Finał        | Finał          | Finał   |
| Konkurencja         | Zawodnik                                                                        | Koń                      | Punkty karne | Zdobyte punkty | Miejsce |
| ------------------- | ------------------------------------------------------------------------------- | ------------------------ | ------------ | -------------- | ------- |
| Skoki indywidualnie | Dymitr Pawłowicz Romanow                                                        | Unité                    | 10           | 180            | 9.      |
| Skoki indywidualnie | Karol Rómmel                                                                    | Siablik                  | 12           | 178            | 15.     |
| Skoki indywidualnie | Aleksandr Rodzianko                                                             | Eros                     | 14           | 176            | 16.     |
| Skoki indywidualnie | Sergiusz Zahorski                                                               | Bandura                  | 16           | 174            | 18.     |
| Skoki indywidualnie | Michaił Pleszkow                                                                | Yvette                   | 17           | 173            | 21.     |
| Skoki indywidualnie | Aleksiej Selichow                                                               | Tugela                   | 20           | 170            | 22.     |
| Skoki drużynowo     | Aleksandr Rodzianko Michaił Pleszkow Aleksiej Selichow Dymitr Pawłowicz Romanow | Eros Yvette Tugela Unité | – -          | 520            | 5.      |

### Kolarstwo

#### Kolarstwo szosowe
| Zawodnik             | Konkurencja                    | Czas                 | Pozycja              |
| -------------------- | ------------------------------ | -------------------- | -------------------- |
| Andrejs Apsītis      | jazda indywidualna na czas (m) | 12:18:20,6           | 60.                  |
| Fiodor Borisow       | jazda indywidualna na czas (m) | Nie ukończył wyścigu | Nie ukończył wyścigu |
| Fridrihs Bošs        | jazda indywidualna na czas (m) | Nie ukończył wyścigu | Nie ukończył wyścigu |
| Jēkabs Bukse         | jazda indywidualna na czas (m) | Nie ukończył wyścigu | Nie ukończył wyścigu |
| Augusts Köpke        | jazda indywidualna na czas (m) | Nie ukończył wyścigu | Nie ukończył wyścigu |
| Kārlis Köpke         | jazda indywidualna na czas (m) | Nie ukończył wyścigu | Nie ukończył wyścigu |
| Jānis Lieven         | jazda indywidualna na czas (m) | Nie ukończył wyścigu | Nie ukończył wyścigu |
| Siergiej Piestierjew | jazda indywidualna na czas (m) | Nie ukończył wyścigu | Nie ukończył wyścigu |
| Jānis Prātnieks      | jazda indywidualna na czas (m) | Nie ukończył wyścigu | Nie ukończył wyścigu |
| Edgars Richters      | jazda indywidualna na czas (m) | Nie ukończył wyścigu | Nie ukończył wyścigu |
| Andrejs Apsītis      | jazda drużynowa na czas (m)    | Nie sklasyfikowani   | Nie sklasyfikowani   |

### Lekkoatletyka
Konkurencje biegowe
| Konkurencja   | Zawodnik             | Eliminacje           | Eliminacje           | Półfinał      | Półfinał      | Finał                 | Finał                 |
| Konkurencja   | Zawodnik             | Wynik                | Miejsce              | Wynik         | Miejsce       | Wynik                 | Miejsce               |
| ------------- | -------------------- | -------------------- | -------------------- | ------------- | ------------- | --------------------- | --------------------- |
| 100 m         | Leopolds Lēvenšteins | b.d                  | 3.                   | Nie awansował | Nie awansował | Nie awansował         | Nie awansował         |
| 100 m         | Richard Schwarz      | b.d                  | 3.                   | Nie awansował | Nie awansował | Nie awansował         | Nie awansował         |
| 100 m         | Pawieł Sztiglic      | b.d                  | 3.                   | Nie awansował | Nie awansował | Nie awansował         | Nie awansował         |
| 200 m         | Haralds Hāns         | b.d                  | 3.                   | Nie awansował | Nie awansował | Nie awansował         | Nie awansował         |
| 200 m         | Herberts Baumanis    | Nie ukończył biegu   | Nie ukończył biegu   | Nie awansował | Nie awansował | Nie awansował         | Nie awansował         |
| 400 m         | Piotr Gajewski       | b.d                  | 3.                   | Nie awansował | Nie awansował | Nie awansował         | Nie awansował         |
| 800 m         | Dmitrij Nazarow      | b.d                  | 3.                   | Nie awansował | Nie awansował | Nie awansował         | Nie awansował         |
| 800 m         | Aleksandr Jelizarow  | b.d                  | 5.                   | Nie awansował | Nie awansował | Nie awansował         | Nie awansował         |
| 1500 m        | Rūdolfs Vītols       | b.d                  | 4.                   |               |               | Nie awansował         | Nie awansował         |
| 1500 m        | Dmitrij Nazarow      | Nie ukończył biegu   | Nie ukończył biegu   |               |               | Nie awansował         | Nie awansował         |
| 1500 m        | Arnolds Indriksons   | b.d                  | 4.                   |               |               | Nie awansował         | Nie awansował         |
| 1500 m        | Alfrēds Ruks         | b.d                  | 4.                   |               |               | Nie awansował         | Nie awansował         |
| 1500 m        | Aleksandr Jelizarow  | b.d                  | 4.                   |               |               | Nie awansował         | Nie awansował         |
| 1500 m        | Nikołaj Charkow      | b.d                  | 4.                   |               |               | Nie awansował         | Nie awansował         |
| 1500 m        | Andrejs Krūkliņš     | b.d                  | 5.                   |               |               | Nie awansował         | Nie awansował         |
| 1500 m        | Jewgienij Pietrow    | b.d                  | 3.                   |               |               | Nie awansował         | Nie awansował         |
| 5000 m        | Michaił Nikolski     | 17:21,7              | 4.                   |               |               | Nie awansował         | Nie awansował         |
| 10 000 m      | Michaił Nikolski     | Nie ukończył biegu   | Nie ukończył biegu   |               |               | Nie awansował         | Nie awansował         |
| maraton       | Elmar Reiman         |                      |                      |               |               | b.d                   | 35.                   |
| maraton       | Andrejs Kapmals      |                      |                      |               |               | Nie ukończył biegu    | Nie ukończył biegu    |
| maraton       | Andrejs Krūkliņš     |                      |                      |               |               | Nie ukończył biegu    | Nie ukończył biegu    |
| maraton       | Nikolajs Rasso       |                      |                      |               |               | Nie ukończył biegu    | Nie ukończył biegu    |
| maraton       | Aleksandrs Upmals    |                      |                      |               |               | Nie ukończył biegu    | Nie ukończył biegu    |
| maraton       | Nikołaj Charkow      |                      |                      |               |               | Nie stanął na starcie | Nie stanął na starcie |
| maraton       | Aleksandr Kraszenin  |                      |                      |               |               | Nie stanął na starcie | Nie stanął na starcie |
| maraton       | Michaił Nikolski     |                      |                      |               |               | Nie stanął na starcie | Nie stanął na starcie |
| maraton       | Iosif Zajcew         |                      |                      |               |               | Nie stanął na starcie | Nie stanął na starcie |
| maraton       | René Wilde           |                      |                      |               |               | Nie stanął na starcie | Nie stanął na starcie |
| chód na 10 km | Kaarel Lukk          | Nie ukończył wyścigu | Nie ukończył wyścigu |               |               | Nie awansował         | Nie awansował         |
| chód na 10 km | Eduard Hermann       | Dyskwalifikacja      | Dyskwalifikacja      |               |               | Nie awansował         | Nie awansował         |
| chód na 10 km | Aleksis Ajde         | 59:24,4              | 9.                   |               |               | Nie awansował         | Nie awansował         |

Konkurencje techniczne
| Zawodnik            | Konkurencja          | Finał                         | Finał                         |
| Zawodnik            | Konkurencja          | Wynik                         | Miejsce                       |
| ------------------- | -------------------- | ----------------------------- | ----------------------------- |
| Aleksandr Schultz   | skok w dal           | 6,15                          | 22.                           |
| Ulrich Baasch       | skok o tyczce        | 3,40                          | 16.                           |
| Johann Martin       | skok o tyczce        | Nie zaliczył żadnej wysokości | Nie zaliczył żadnej wysokości |
| Alfred Schwarz      | skok wzwyż z miejsca | 1,40                          | 13.                           |
| Ēriks Vanags        | pchnięcie kulą       | 10,44                         | 20.                           |
| Arvīds Ozols-Berne  | pchnięcie kulą       | 10,33                         | 21.                           |
| Nikołaj Nieklepajew | rzut dyskiem         | 32,59                         | 35.                           |
| Ēriks Vanags        | rzut dyskiem         | 31,34                         | 39.                           |
| Nikolaj Nieklepajew | rzut oszczepem       | 44,98                         | 17.                           |
| Nikolajs Švedrēvics | rzut oszczepem       | 43,21                         | 20.                           |
| Wasilij Molokanow   | rzut dyskiem oburącz | 47,37                         | 19.                           |

| Zawodnik          | Konkurencje   | Konkurencje                | Wyniki | Punkty   | Miejsce |
| ----------------- | ------------- | -------------------------- | ------ | -------- | ------- |
| Aleksandr Schultz | dziesięciobój | bieg 100 m                 | 12,3   | 643,0    | 22.     |
| Aleksandr Schultz | dziesięciobój | skok w dal                 | 5,75   | 576,15   | 23.     |
| Aleksandr Schultz | dziesięciobój | pchnięcie kulą             | 10,08  | 528      | 18.     |
| Aleksandr Schultz | dziesięciobój | skok wzwyż                 | 1,55   | 510      | 20.     |
| Aleksandr Schultz | dziesięciobój | bieg 400 m                 | 54,6   | 766,88   | 11.     |
| Aleksandr Schultz | dziesięciobój | rzut dyskiem               | 31,34  | 615,44   | 11.     |
| Aleksandr Schultz | dziesięciobój | bieg na 110 m przez płotki | 17,8   | 734,00   | 16.     |
| Aleksandr Schultz | dziesięciobój | skok o tyczce              | 2,70   | 454,6    | 12.     |
| Aleksandr Schultz | dziesięciobój | rzut oszczepem             | 38,99  | 564,40   | 11.     |
| Aleksandr Schultz | dziesięciobój | bieg na 1500 m             | 4:46,4 | 742,0    | 8.      |
| Aleksandr Schultz | dziesięciobój | Finał                      |        | 6134,47  | 11.     |
| Alfreds Alslēbens | dziesięciobój | bieg 100 m                 | 12,2   | 666,8    | 20.     |
| Alfreds Alslēbens | dziesięciobój | skok w dal                 | 6,27   | 703,55   | 12.     |
| Alfreds Alslēbens | dziesięciobój | pchnięcie kulą             | 8,48   | 368      | 28.     |
| Alfreds Alslēbens | dziesięciobój | skok wzwyż                 | 1,70   | 720,0    | 7.      |
| Alfreds Alslēbens | dziesięciobój | bieg 400 m                 | 59,0   | 601,44   | 18.     |
| Alfreds Alslēbens | dziesięciobój | rzut dyskiem               | 29,21  | 534,50   | 16.     |
| Alfreds Alslēbens | dziesięciobój | bieg na 110 m przez płotki | 19,5   | 572,5    | 18.     |
| Alfreds Alslēbens | dziesięciobój | skok o tyczce              | 0,00   | 0,00     | –       |
| Alfreds Alslēbens | dziesięciobój | rzut oszczepem             | 37,34  | 519,025  | 12.     |
| Alfreds Alslēbens | dziesięciobój | bieg na 1500 m             | 5:08,6 | 608,8    | 11.     |
| Alfreds Alslēbens | dziesięciobój | Finał                      |        | 5294,615 | 12.     |

### Pięciobój nowoczesny
| Zawodnik          | Konkurencja   | Strzelanie | Strzelanie | Strzelanie | Pływanie | Pływanie | Pływanie | Szermierka      | Szermierka      | Szermierka      | Jazda konna              | Jazda konna              | Jazda konna              | Bieg przełajowy          | Bieg przełajowy          | Bieg przełajowy          | Suma punktów             | Pozycja                  |
| Zawodnik          | Konkurencja   | Wynik      | M.         | Punkty     | Czas     | M.       | Punkty   | Wygrane         | M.              | Punkty          | Kary                     | M.                       | Punkty                   | Czas                     | M.                       | Punkty                   | Suma punktów             | Pozycja                  |
| ----------------- | ------------- | ---------- | ---------- | ---------- | -------- | -------- | -------- | --------------- | --------------- | --------------- | ------------------------ | ------------------------ | ------------------------ | ------------------------ | ------------------------ | ------------------------ | ------------------------ | ------------------------ |
| Boris Niepokupnoj | indywidualnie | 185        | 6.         | 6          | 8:16,6   | 24.      | 24       | Nie wystartował | Nie wystartował | Nie wystartował | Nie ukończył konkurencji | Nie ukończył konkurencji | Nie ukończył konkurencji | Nie ukończył konkurencji | Nie ukończył konkurencji | Nie ukończył konkurencji | Nie ukończył konkurencji | Nie ukończył konkurencji |
| Oskar Wilkman     | indywidualnie | 176        | 10.        | 10         | 8:11,6   | 23.      | 23       | 7               | 20.             | 20              | 0                        | 5.                       | 5                        | 22:57,8                  | 15.                      | 15                       | 73                       | 15.                      |
| Weli Hohenthal    | indywidualnie | 159        | 17.        | 17         | 7:38,8   | 19.      | 19       | 5               | 25.             | 25              | 2                        | 16.                      | 16                       | 23:28,6                  | 17.                      | 17                       | 94                       | 21.                      |
| Carl Aejemelaeus  | indywidualnie | 151        | 20.        | 20         | 8:59,8   | 25.      | 25       | Nie wystartował | Nie wystartował | Nie wystartował | Nie ukończył konkurencji | Nie ukończył konkurencji | Nie ukończył konkurencji | Nie ukończył konkurencji | Nie ukończył konkurencji | Nie ukończył konkurencji | Nie ukończył konkurencji | Nie ukończył konkurencji |
| Aarno Almqvist    | indywidualnie | 143        | 23.        | 23         | 6:06,0   | 11.      | 11       | 3               | 27.             | 27              | 0                        | 13.                      | 13                       | 23:16,1                  | 16.                      | 16                       | 90                       | 20.                      |

### Piłka nożna
Reprezentacja mężczyzn
| - Siergiej Filippow - Wasilij Żytariew - Wasilij Butusow - Aleksandr Filippow - Michaił Smirnow - Nikołaj Kynin - Nikita Chromow - Andriej Akimow |  | - Władimir Markow - Piotr Sokołow - Lew Faworski - Fiodor Rimsza - Grigorij Nikitin - Michaił Jakowlew - Aleksiej Uwierski |

Reprezentacja Rosji rozpoczęła udział w turnieju olimpijskim od ćwierćfinału, w którym uległa reprezentacji Finlandii. W turnieju pocieszenia w pierwszej rundzie uległa reprezentacji Niemiec i ostatecznie została sklasyfikowana na 10. miejscu.

#### Ćwierćfinał
| 30 czerwca 1912 10:00 | Finlandia · Bror Wiberg 30' · Jarl Öhman 80' | 2 : 1(1:0) | Imperium Rosyjskie · 72' Wasilij Butusow | Sportplats Traneberg, Traneberg Widzów: 300 Sędzia: Per Sjöblom |
|                       |                                              |            |                                          |                                                                 |

#### Turniej pocieszenia (dla drużyn, które odpadły)

##### I runda turnieju
| 1 lipca 1912 17:00 | Niemcy · Gottfried Fuchs 2', 9', 21', 28', 34' · Gottfried Fuchs 46', 51', 55', 65', 69' · Fritz Förderer 6', 27', 53', 66' · Karl Burger 30' · Emil Oberle 58' | 16 : 0(8:0) | Imperium Rosyjskie | Idrottsplats Råsunda, Solna Widzów: 2 000 Sędzia: Christiaan Jacobus Groothoff |
|                    | |             |                    |                                                                                |

### Pływanie
Mężczyźni
| Konkurencja      | Zawodnik             | Eliminacje           | Eliminacje           | ćwierćfinał   | ćwierćfinał   | Półfinał              | Półfinał              | Finał         | Finał         |
| Konkurencja      | Zawodnik             | Czas                 | Miejsce              | Czas          | Miejsce       | Czas                  | Miejsce               | Czas          | Miejsce       |
| ---------------- | -------------------- | -------------------- | -------------------- | ------------- | ------------- | --------------------- | --------------------- | ------------- | ------------- |
| 100 m dowolnym   | Herbert von Kuhlberg | b.d                  | 4.                   | Nie awansował | Nie awansował | Nie awansował         | Nie awansował         | Nie awansował | Nie awansował |
| 400 m dowolnym   | Pawieł Awksientjew   | Nie ukończył wyścigu | Nie ukończył wyścigu |               |               | Nie awansował         | Nie awansował         | Nie awansował | Nie awansował |
| 400 m dowolnym   | Nikołaj Woronkow     | Nie ukończył wyścigu | Nie ukończył wyścigu |               |               | Nie awansował         | Nie awansował         | Nie awansował | Nie awansował |
| 1500 m dowolnym  | Pawieł Awksientjew   | Nie ukończył wyścigu | Nie ukończył wyścigu |               |               | Nie awansował         | Nie awansował         | Nie awansował | Nie awansował |
| 200 m klasycznym | Gieorgij Bajmakow    | 3:29,0               | 5.                   |               |               | Nie awansował         | Nie awansował         | Nie awansował | Nie awansował |
| 400 m klasycznym | Gieorgij Bajmakow    | 7:28,6               | 2.                   |               |               | Nie stanął na starcie | Nie stanął na starcie | Nie awansował | Nie awansował |

### Skoki do wody
| Konkurencja | Zawodnik       | Eliminacje               | Eliminacje               | Półfinał | Półfinał | Finał              | Finał              |
| Konkurencja | Zawodnik       | Wynik                    | Pozycja                  | Wynik    | Pozycja  | Wynik              | Pozycja            |
| ----------- | -------------- | ------------------------ | ------------------------ | -------- | -------- | ------------------ | ------------------ |
| wieża 10 m  | Wiktor Baranow | Nie ukończył konkurencji | Nie ukończył konkurencji |          |          | Nie sklasyfikowany | Nie sklasyfikowany |

### Strzelectwo
| Konkurencja                                   | Zawodnik                                                                                        | Finał | Finał   |
| Konkurencja                                   | Zawodnik                                                                                        | Wynik | Pozycja |
| --------------------------------------------- | ----------------------------------------------------------------------------------------------- | ----- | ------- |
| karabin dowolny 600 m                         | Konstantin Kalinin                                                                              | 77    | 39.     |
| karabin dowolny 600 m                         | Pawieł Walden                                                                                   | 75    | 45.     |
| karabin dowolny 600 m                         | Dāvids Veiss                                                                                    | 73    | 51.     |
| karabin dowolny 600 m                         | Oswald Reszke                                                                                   | 71    | 58.     |
| karabin dowolny 600 m                         | Dmitrij Kuskow                                                                                  | 71    | 59.     |
| karabin dowolny 600 m                         | Gieorgij de Dawydow                                                                             | 70    | 61.     |
| karabin dowolny 600 m                         | Aleksandr Tiłło                                                                                 | 70    | 62.     |
| karabin dowolny 600 m                         | Boris Bielinski                                                                                 | 69    | 65.     |
| karabin dowolny 600 m                         | Pawieł Liesz                                                                                    | 62    | 70.     |
| karabin dowolny 600 m                         | Aleksandr Dobrżanski                                                                            | 61    | 71.     |
| karabin dowolny 600 m                         | Fieofan Lebiediew                                                                               | 59    | 74.     |
| karabin dowolny 600 m                         | Gieorgij Wiszniakow                                                                             | 56    | 77.     |
| karabin wojskowy trzy postawy 300 m           | Pawieł Walden                                                                                   | 89    | 11.     |
| karabin wojskowy trzy postawy 300 m           | Gieorgij Wiszniakow                                                                             | 84    | 26.     |
| karabin wojskowy trzy postawy 300 m           | Pawieł Liesz                                                                                    | 83    | 30.     |
| karabin wojskowy trzy postawy 300 m           | Fieofan Lebiediew                                                                               | 80    | 42.     |
| karabin wojskowy trzy postawy 300 m           | Boris Bielinski                                                                                 | 78    | 46.     |
| karabin wojskowy trzy postawy 300 m           | Oswald Reszke                                                                                   | 78    | 47.     |
| karabin wojskowy trzy postawy 300 m           | Dmitrij Kuskow                                                                                  | 77    | 49.     |
| karabin wojskowy trzy postawy 300 m           | Aleksandr Tiłło                                                                                 | 76    | 51.     |
| karabin wojskowy trzy postawy 300 m           | Dāvids Veiss                                                                                    | 72    | 60.     |
| karabin wojskowy trzy postawy 300 m           | Gieorgij de Dawydow                                                                             | 68    | 68.     |
| karabin wojskowy trzy postawy 300 m           | Aleksandr Dobrzanski                                                                            | 66    | 71.     |
| karabin wojskowy trzy postawy 300 m           | Konstantin Kalinin                                                                              | 62    | 79.     |
| karabin wojskowy drużynowo                    | Pawieł Walden Dmitrij Kuskow Fieofan Lebiediew Dāvids Veiss Aleksandr Tiłło Gieorgij de Dawydow | 1403  | 9.      |
| karabin dowolny 3 postawy                     | Fieofan Lebiediew                                                                               | 806   | 54.     |
| karabin dowolny 3 postawy                     | Dmitrij Kuskow                                                                                  | 780   | 58.     |
| karabin dowolny 3 postawy                     | Pawieł Walden                                                                                   | 758   | 62.     |
| karabin dowolny 3 postawy                     | Boris Bielinski                                                                                 | 746   | 65.     |
| karabin dowolny 3 postawy                     | Aleksandr Tiłło                                                                                 | 744   | 66.     |
| karabin dowolny 3 postawy                     | Konstantin Kalinin                                                                              | 736   | 68.     |
| karabin dowolny 3 postawy                     | Pawieł Liesz                                                                                    | 713   | 71.     |
| karabin dowolny 3 postawy                     | Oswald Reszke                                                                                   | 699   | 73.     |
| karabin dowolny 3 postawy                     | Gieorgij de Dawydow                                                                             | 635   | 76.     |
| karabin dowolny 3 postawy                     | Dāvids Veiss                                                                                    | 623   | 77.     |
| karabin dowolny 3 postawy                     | Aleksandr Dobrzanski                                                                            | 463   | 78.     |
| karabin dowolny 3 postawy drużynowo           | Pawieł Walden Fieofan Lebiediew Aleksandr Tiłło Dmitrij Kuskow Konstantin Kalinin Pawieł Liesz  | 4892  | 7.      |
| karabin małokalibrowy znikająca tarcza 25 m   | Aleksandr Dobrżanski                                                                            | 190   | 26.     |
| karabin małokalibrowy znikająca tarcza 25 m   | Władimir Potiekin                                                                               | 171   | 32.     |
| karabin małokalibrowy dowolna postawa 50 m    | Aleksandr Dobrżanski                                                                            | 172   | 33.     |
| karabin małokalibrowy dowolna postawa 50 m    | Władimir Potiekin                                                                               | 170   | 36.     |
| runda pojedyncza – sylwetka jelenia           | Wasilij Skrocki                                                                                 | 31    | 15.     |
| runda pojedyncza – sylwetka jelenia           | Haralds Blaus                                                                                   | 29    | 20.     |
| runda pojedyncza – sylwetka jelenia           | Dmitrij Barkow                                                                                  | 23    | 31.     |
| runda pojedyncza – sylwetka jelenia           | Aleksandr Dobrżanski                                                                            | 22    | 33.     |
| runda pojedyncza – sylwetka jelenia           | Pawieł Lieth                                                                                    | 10    | 34.     |
| runda podwójna – sylwetka jelenia             | Dmitrij Barkow                                                                                  | 39    | 19.     |
| runda podwójna – sylwetka jelenia             | Wasilij Skrocki                                                                                 | 32    | 20.     |
| runda pojedyncza – sylwetka jelenia drużynowo | Wasilij Skrocki Dmitrij Barkow Haralds Blaus Aleksandr Dobrżanski                               | 108   | 5.      |
| pistolet pojedynkowy 30 m                     | Gieorgij Pantielejmonow                                                                         | 265   | 14.     |
| pistolet pojedynkowy 30 m                     | Nikołaj Mielnicki                                                                               | 264   | 22.     |
| pistolet pojedynkowy 30 m                     | Pawieł Wojłosznikow                                                                             | 260   | 24.     |
| pistolet pojedynkowy 30 m                     | Amos Kasz                                                                                       | 260   | 28.     |
| pistolet pojedynkowy 30 m                     | Grigorij Szestierikow                                                                           | 250   | 32.     |
| pistolet dowolny indywidualnie                | Nikołaj Panin-Kołomienkin                                                                       | 457   | 8.      |
| pistolet dowolny indywidualnie                | Gieorgij Pantielejmonow                                                                         | 442   | 17.     |
| pistolet dowolny indywidualnie                | Dmitrij Kuskow                                                                                  | 438   | 19.     |
| pistolet dowolny indywidualnie                | Grigorij Szestierikow                                                                           | 420   | 31.     |
| pistolet dowolny indywidualnie                | Nikołaj Mielnicki                                                                               | 414   | 33.     |
| pistolet dowolny indywidualnie                | Pawieł Wojłosznikow                                                                             | 413   | 34.     |
| pistolet dowolny indywidualnie                | Amos Kasz                                                                                       | 384   | 46.     |
| pistolet pojedynkowy drużynowo                | Amos Kasz Nikołaj Mielnicki Pawieł Wojłosznikow Gieorgij Pantielejmonow                         | 1091  | srebro  |
| pistolet dowolny drużynowo                    | Nikołaj Panin-Kołomienkin Grigorij Szestierikow Pawieł Wojłosznikow Nikołaj Mielnicki           | 1801  | 4.      |
| trap indywidualnie                            | Haralds Blaus                                                                                   | 91    | brąz    |
| trap indywidualnie                            | Leonardus Syttin                                                                                | 81    | 23.     |
| trap indywidualnie                            | Walter Bodneck                                                                                  | 36    | 35.     |
| trap indywidualnie                            | Pawieł Lieth                                                                                    | 12    | 51.     |
| trap indywidualnie                            | Boris Pertel                                                                                    | 11    | 53.     |

### Szermierka
| Konkurencja          | Zawodnik | 1 runda | 1 runda | 2 runda                                                                                  | 2 runda               | Półfinały                                                               | Półfinały             | Finał          | Finał          | Pozycja        |
| Konkurencja          | Zawodnik | Przeciwnik | Wynik   | Przeciwnik                                                                               | Wynik                 | Przeciwnik                                                              | Wynik                 | Przeciwnik     | Wynik          | Pozycja        |
| -------------------- | --- | --- | ------- | ---------------------------------------------------------------------------------------- | --------------------- | ----------------------------------------------------------------------- | --------------------- | -------------- | -------------- | -------------- |
| szpada indywidualnie | Pawieł Guworski | Hendrik de Iongh Ejnar Levison Sotirios Notaris Julius Lichtenfels Åke Grönhagen Gordon Alexander Victor Willems |         | Nie awansował                                                                            | Nie awansował         | Nie awansował                                                           | Nie awansował         | Nie awansował  | Nie awansował  | Nie awansował  |
| szpada indywidualnie | Aleksandr Sołdatienkow | Petros Manos Jens Berthelsen Friedrich Schwarz Knut Enell Paul Anspach Ahmed Hassanein                           |         | Nie awansował                                                                            | Nie awansował         | Nie awansował                                                           | Nie awansował         | Nie awansował  | Nie awansował  | Nie awansował  |
| szpada indywidualnie | Władimir Kajzer | Konstandinos Kodzias Arthur Griez von Ronse Hans Bergsland Léon Tom Fernando Correia Vilém Tvrzský               |         | Nie awansował                                                                            | Nie awansował         | Nie awansował                                                           | Nie awansował         | Nie awansował  | Nie awansował  | Nie awansował  |
| szpada indywidualnie | Władimir Sarnawski | Vilém Goppold Jr. Einar Sörensen Severin Finne George van Rossem Sherman Hall                                    |         | Nie awansował                                                                            | Nie awansował         | Nie awansował                                                           | Nie awansował         | Nie awansował  | Nie awansował  | Nie awansował  |
| szpada indywidualnie | Gawriił Bertrain | Zdeněk Vávra George Breed Christopher von Tangen                                                                 |         | Sotirios Notaris William Bowman Miloš Klika Philippe Le Hardy de Beaulieu Arthur Everitt |                       | Nie awansował                                                           | Nie awansował         | Nie awansował  | Nie awansował  | Nie awansował  |
| szpada indywidualnie | Lew Martiuszew | Edgar Seligman Miloš Klika Bjarne Eriksen Jacques Ochs                                                           | P       | Nie awansował                                                                            | Nie awansował         | Nie awansował                                                           | Nie awansował         | Nie awansował  | Nie awansował  | Nie awansował  |
| szpada drużynowo     | Pawieł Guworski Aleksandr Sołdatienkow Władimir Kajzer Władimir Sarnawski Gawriił Bertrain Lew Martiuszew Dmitrij Kniażewicz                                  | |         | Belgia · Wielka Brytania                                                                 | P                     | Nie awansowali                                                          | Nie awansowali        | Nie awansowali | Nie awansowali | Nie awansowali |
| floret indywidualnie | Dmitrij Kniażewicz | Vilém Tvrzský Dezső Földes Léon Tom Andreas Suttner                                                              |         | Nie awansował                                                                            | Nie awansował         | Nie awansował                                                           | Nie awansował         | Nie awansował  | Nie awansował  | Nie awansował  |
| floret indywidualnie | Fieliks Leparski | Johannes Adam Marc Larimer Edgar Amphlett Marcel Berré                                                           |         | Nie awansował                                                                            | Nie awansował         | Nie awansował                                                           | Nie awansował         | Nie awansował  | Nie awansował  | Nie awansował  |
| floret indywidualnie | Pawieł Guworski | Gordon Alexander Josef Pfeiffer Albertson Van Zo Post Bertalan Dunay                                             | P       | Nie awansował                                                                            | Nie awansował         | Nie awansował                                                           | Nie awansował         | Nie awansował  | Nie awansował  | Nie awansował  |
| floret indywidualnie | Władimir Kajzer | Arthur Fagan Jens Berthelsen Graeme Hammond Julius Lichtenfels Gustaf Armgarth Gaston Salmon                     |         | Nie awansował                                                                            | Nie awansował         | Nie awansował                                                           | Nie awansował         | Nie awansował  | Nie awansował  | Nie awansował  |
| floret indywidualnie | Nikołaj Gorodiecki | Francesco Pietrasanta Sotirios Notaris Lars Aas Ernest Stenson-Cooke John MacLaughlin Fernand de Montigny        | P       | Nie awansował                                                                            | Nie awansował         | Nie awansował                                                           | Nie awansował         | Nie awansował  | Nie awansował  | Nie awansował  |
| floret indywidualnie | Aleksandr Mordowin | Sherman Hall Pietro Speciale Sydney Martineau Victor Willems Hans Olsen Carl Personne                            |         | Nie awansował                                                                            | Nie awansował         | Nie awansował                                                           | Nie awansował         | Nie awansował  | Nie awansował  | Nie awansował  |
| floret indywidualnie | Władimir Samojłow | Adolf Davids Béla Zulawszky Nils Grönvall Harold Rayner                                                          | P       | Nie awansował                                                                            | Nie awansował         | Nie awansował                                                           | Nie awansował         | Nie awansował  | Nie awansował  | Nie awansował  |
| floret indywidualnie | Gawriił Bertrain | Axel Jöhncke Friedrich Golling Ivan Osiier                                                                       |         | Nie awansował                                                                            | Nie awansował         | Nie awansował                                                           | Nie awansował         | Nie awansował  | Nie awansował  | Nie awansował  |
| floret indywidualnie | Władimir Sarnawski | Edoardo Alaimo Péter Tóth Vilém Goppold Jr. Alfred Sauer Albert Naumann                                          |         | Nie awansował                                                                            | Nie awansował         | Nie awansował                                                           | Nie awansował         | Nie awansował  | Nie awansował  | Nie awansował  |
| floret indywidualnie | Lew Martiuszew | Karl Hjorth Robert Montgomerie Oluf Berntsen Paul Anspach Christopher von Tangen Reinhold Trampler               |         | Nie awansował                                                                            | Nie awansował         | Nie awansował                                                           | Nie awansował         | Nie awansował  | Nie awansował  | Nie awansował  |
| floret indywidualnie | Anatolij Jakowlew | Bjarne Eriksen Richard Verderber Adrianus de Jong Henri Anspach Ahmed Hassanein                                  | P -     | Nie awansował                                                                            | Nie awansował         | Nie awansował                                                           | Nie awansował         | Nie awansował  | Nie awansował  | Nie awansował  |
| floret indywidualnie | Leonid Griniow | Fernando Cavallini Emil Schön George Breed Robert Hennet Gunnar Böös                                             | P W     | Nie awansował                                                                            | Nie awansował         | Nie awansował                                                           | Nie awansował         | Nie awansował  | Nie awansował  | Nie awansował  |
| szabla indywidualnie | Władimir Danicz | Giovanni Benfratello Lajos Werkner Gustaf Armgarth                                                               | P W     | Nie stanął na starcie                                                                    | Nie stanął na starcie | Nie awansował                                                           | Nie awansował         | Nie awansował  | Nie awansował  | Nie awansował  |
| szabla indywidualnie | Władimir Andriejew | Julius Lichtenfels Béla Zulawszky Friedrich Golling Helge Werner                                                 | P W     | Georg Stöhr Bertalan Dunay Giovanni Benfratello Ejnar Levison                            |                       | Nie stanął na starcie                                                   | Nie stanął na starcie | Nie awansował  | Nie awansował  | Nie awansował  |
| szabla indywidualnie | Boris Niepokupnoj | Karl Münich Jens Berthelsen Hans Thomson                                                                         | P       | Nie awansował                                                                            | Nie awansował         | Nie awansował                                                           | Nie awansował         | Nie awansował  | Nie awansował  | Nie awansował  |
| szabla indywidualnie | Aleksandr Szkilow | Edoardo Alaimo Albert Bogen Zdeněk Bárta Oluf Berntsen                                                           |         | Nie awansował                                                                            | Nie awansował         | Nie awansował                                                           | Nie awansował         | Nie awansował  | Nie awansował  | Nie awansował  |
| szabla indywidualnie | Gieorgij Sakiricz | Charles Van Der Byl Josef Javůrek Josef Puhm Carl-Gustaf Klerck                                                  |         | Nie awansował                                                                            | Nie awansował         | Nie awansował                                                           | Nie awansował         | Nie awansował  | Nie awansował  | Nie awansował  |
| szabla indywidualnie | Anatolij Timofiejew | Alfred Ridley-Martin Ejnar Levison Johannes Kolling                                                              | P W     | Alfred Sauer Oszkár Gerde Lajos Werkner Harry Butterworth Albert Bogen                   |                       | Nie stanął na starcie                                                   | Nie stanął na starcie | Nie awansował  | Nie awansował  | Nie awansował  |
| szabla indywidualnie | Konstantin Waterkampf | Franz Dereani William Marsh Béla Békessy                                                                         |         | Nie awansował                                                                            | Nie awansował         | Nie awansował                                                           | Nie awansował         | Nie awansował  | Nie awansował  | Nie awansował  |
| szabla indywidualnie | Aleksandr Mordowin | Hendrik de Iongh Sven Nordenström Douglas Godfree Péter Tóth                                                     |         | Nie awansował                                                                            | Nie awansował         | Nie awansował                                                           | Nie awansował         | Nie awansował  | Nie awansował  | Nie awansował  |
| szabla indywidualnie | Nikołaj Kuzniecow | Ervin Mészáros Georg Stöhr                                                                                       |         | Oluf Berntsen Dezső Földes Béla Békessy Aristide Pontenani Karl Münich                   |                       | Nie awansował                                                           | Nie awansował         | Nie awansował  | Nie awansował  | Nie awansował  |
| szabla indywidualnie | Apołłon Hüber von Greifenfels | Jenő Fuchs Carl Personne                                                                                         |         | Hans Thomson Zoltán Schenker Charles Van Der Byl Edward Brookfield Franz Dereani         |                       | Zoltán Schenker László Berti Lajos Werkner William Marsh Oluf Berntsen  | P W                   | Nie awansował  | Nie awansował  | Nie awansował  |
| szabla indywidualnie | Boris Arsienjew | Bertalan Dunay Ernst zu Hohenlohe                                                                                |         | Jens Berthelsen Alfred Syson Jenő Fuchs Hendrik de Iongh Josef Javůrek                   |                       | Dezső Földes Pál Pajzs Charles Van Der Byl Ervin Mészáros Carl Personne | P W                   | Nie awansował  | Nie awansował  | Nie awansował  |
| szabla indywidualnie | Pawieł Fiłatow | Friedrich Schwarz Harry Butterworth Zoltán Schenker                                                              |         | Nie awansował                                                                            | Nie awansował         | Nie awansował                                                           | Nie awansował         | Nie awansował  | Nie awansował  | Nie awansował  |
| szabla drużynowo     | Władimir Andriejew Aleksandr Szkilow Władimir Danicz Apołłon Hüber von Greifenfels Nikołaj Kuzniecow Aleksandr Mordowin Gieorgij Sakiricz Anatolij Timofiejew | |         | Belgia · Włochy                                                                          | P                     | Nie awansowali                                                          | Nie awansowali        | Nie awansowali | Nie awansowali | Nie awansowali |

### Tenis ziemny
| Konkurencja | Zawodnik                                     | 1 runda          | 2 runda                                     | 3 runda                                              | Ćwierćfinały                                              | Półfinały        | Finał            | Miejsce |
| Konkurencja | Zawodnik                                     | Przeciwnik Wynik | Przeciwnik Wynik                            | Przeciwnik Wynik                                     | Przeciwnik Wynik                                          | Przeciwnik Wynik | Przeciwnik Wynik | Miejsce |
| ----------- | -------------------------------------------- | ---------------- | ------------------------------------------- | ---------------------------------------------------- | --------------------------------------------------------- | ---------------- | ---------------- | ------- |
| Singiel (m) | Michaił Sumarokow-Elston                     |                  | Gunnar Setterwall W 3:1 (6:2,6:3,11:13,6:2) | Oscar Kreuzer P 1:3 (2:6,12:10,4:6,0:6)              | Nie awansował                                             | Nie awansował    | Nie awansował    | 9.      |
| debel (m)   | Michaił Sumarokow-Elston Aleksandr Alejnicyn |                  |                                             | Ludvig Rovsing Victor Hansen W 3:1 (2:6,6:3,7:5,6:3) | Albert Canet Édouard Mény de Marangue P 0:3 (3:6,0:6,1:6) | Nie awansowali   | Nie awansowali   | 5.      |

### Wioślarstwo
| Konkurencja | Zawodnik    | Runda 1 | Runda 1 | Ćwierćfinał | Ćwierćfinał | Półfinał | Półfinał | Finał         | Finał         | Pozycja |
| Konkurencja | Zawodnik    | Czas    | M.      | Czas        | M.          | Czas     | M.       | Czas          | M.            | Pozycja |
| ----------- | ----------- | ------- | ------- | ----------- | ----------- | -------- | -------- | ------------- | ------------- | ------- |
| Jedynka     | Mart Kuusik | 7;45,2  | 1.      | 7:45,2      | 1.          | 7:43,9   | 2.       | Nie awansował | Nie awansował | brąz    |

### Zapasy
| Konkurencja                   | Zawodnik            | Runda 1            | Runda 2             | Runda 3               | Runda 4          | Runda 5           | Runda 6             | Runda 7          | Finał                                | Miejsce       |
| Konkurencja                   | Zawodnik            | Przeciwnik Wynik   | Przeciwnik Wynik    | Przeciwnik Wynik      | Przeciwnik Wynik | Przeciwnik Wynik  | Przeciwnik Wynik    | Przeciwnik Wynik | Przeciwnik Wynik                     | Miejsce       |
| ----------------------------- | ------------------- | ------------------ | ------------------- | --------------------- | ---------------- | ----------------- | ------------------- | ---------------- | ------------------------------------ | ------------- |
| styl klasyczny waga piórkowa  | Pawieł Pawłowicz    | Karl Karlsson W    | Christian Arnesen W | Josef Beránek p       | Erik Öberg p     | Nie awansował     | Nie awansował       | Nie awansował    | Nie awansował                        | Nie awansował |
| styl klasyczny waga piórkowa  | Aleksandr Akondinow | Karl Kangas p      | Konrad Stein W      | Harry Larsson p       | Nie awansował    | Nie awansował     | Nie awansował       | Nie awansował    | Nie awansował                        | Nie awansował |
| styl klasyczny waga piórkowa  | Aleksanders Meesits | George MacKenzie p | Verner Hetmar p     | Nie awansował         | Nie awansował    | Nie awansował     | Nie awansował       | Nie awansował    | Nie awansował                        | Nie awansował |
| styl klasyczny waga lekka     | August Kippasto     | Ödön Radvány p     | Karel Halík p       | Nie awansował         | Nie awansował    | Nie awansował     | Nie awansował       | Nie awansował    | Nie awansował                        | Nie awansował |
| styl klasyczny waga lekka     | Georg Baumann       | Emil Väre p        | Johan Salonen p     | Nie awansował         | Nie awansował    | Nie awansował     | Nie awansował       | Nie awansował    | Nie awansował                        | Nie awansował |
| styl klasyczny waga lekka     | Oskar Kaplur        | William Hayes W    | Alessandro Covre W  | Johan Salonen W       | Emil Väre p      | Aatami Tanttu W   | David Kolehmainen p | Nie awansował    | Nie awansował                        | Nie awansował |
| styl klasyczny waga średnia   | Jānis Polis         | Stanley Bacon W    | August Jokinen p    | Peter Kokotowitsch p  | Nie awansował    | Nie awansował     | Nie awansował       | Nie awansował    | Nie awansował                        | Nie awansował |
| styl klasyczny waga średnia   | Aleksandr Siewierow | Axel Frank p       | Theodor Dahlberg W  | Claes JohansSon p     | Nie awansował    | Nie awansował     | Nie awansował       | Nie awansował    | Nie awansował                        | Nie awansował |
| styl klasyczny waga średnia   | Martin Klein        | Rezső Somogyi W    | Theodor Bergqvist W | Árpád Miskey W        | Joseph Merkle W  | Emil Westerlund p | Karl Åberg W        | August Jokinen W | Alfred Asikainen W Claes Johansson P | srebro        |
| styl klasyczny waga półciężka | August Pikker       | Karl Barl W        | Johan Andersson p   | Nie stanął na starcie | nie awansował    | nie awansował     | nie awansował       | nie awansował    | nie awansował                        | nie awansował |
| styl klasyczny waga ciężka    | Nikolajs Fārnasts   | Jakob Neser p      | Ned Barrett p       | Nie awansował         | Nie awansował    | Nie awansował     | Nie awansował       | Nie awansował    | Nie awansował                        | Nie awansował |

### Żeglarstwo
| Zawodnik | Konkurencja     | Wyścig           | Wyścig            | Punkty | Finałowa pozycja |
| Zawodnik | Konkurencja     | Wyścig I miejsce | Wyścig II miejsce | Punkty | Finałowa pozycja |
| --- | --------------- | ---------------- | ----------------- | ------ | ---------------- |
| Wiencesław Kuźmiczow Jewgienij Kun Jewgienij Łomacz Wiktor Markow Pawieł Pawłow                                     | klasa 8 metrów  | 4.               | 6.                | 0      | 5.               |
| Herman Adlerberg Johan Färber Władimir Jelewicz Władimir Łurasow Nikołaj Podgornow                                  | klasa 8 metrów  | 7.               | 7.                | 0      | 5.               |
| Esper Biełosielski Ernst Brasche Karl Lindholm Nikołaj Pusznicki Aleksandr Rodionow Iosif Schomaker Philipp Strauch | klasa 10 metrów | 3.               | 2.                | 4      | brąz             |